# Оппенгеймер (алмаз)

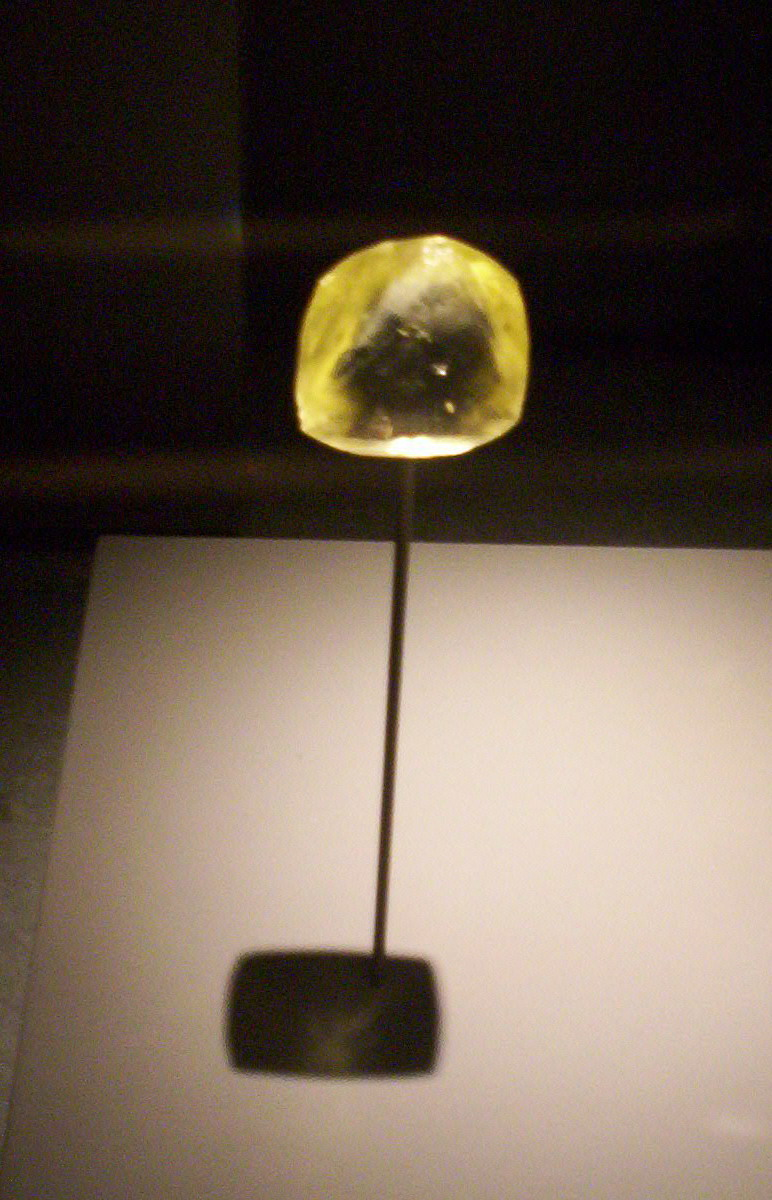

Оппенгеймер — жовтий алмаз, вагою 253,7 каратів (50,74 г), є одним з найбільших необроблених алмазів у світі. Його розміри приблизно 20 х 20 міліметрів. Він був виявлений в шахті Dutoitspan, Кімберлі, (ПАР), в 1964 році. Гарі Вінстон придбав камінь й подарував його Смітсонівському інституту в пам'ять покійного сера Ернеста Оппенгеймера.